# Briefmarken-Jahrgang 1987 der Deutschen Bundespost
Der Briefmarken-Jahrgang 1987 der Deutschen Bundespost umfasste 34 Sondermarken. Die neue Dauermarkenserie Sehenswürdigkeiten wurde in diesem Jahr mit vier Marken begonnen und die Dauermarkenserie Frauen der deutschen Geschichte wurde um drei Werte ergänzt.
Alle seit dem 1. Januar 1969 ausgegebenen Briefmarken waren unbeschränkt frankaturgültig, es gab kein Ablaufdatum wie in den vorhergehenden Jahren mehr.
Durch die Einführung des Euro als europäische Gemeinschaftswährung zum 1. Januar 2002 wurde diese Regelung hinfällig.
Die Briefmarken dieses Jahrganges konnten allerdings bis zum 30. Juni 2002 genutzt werden. Ein Umtausch war noch bis zum 30. September in den Filialen der Deutschen Post möglich, danach bis zum 30. Juni 2003 zentral in der Niederlassung Philatelie der Deutschen Post AG in Frankfurt.

## Liste der Ausgaben und Motive
Legende
- Bild: Eine bearbeitete Abbildung der genannten Marke. Das Verhältnis der Größe der Briefmarken zueinander ist in diesem Artikel annähernd maßstabsgerecht dargestellt. Sollten keine Marken abgebildet sein, liegt es daran, dass das Urheberrecht des Künstlers noch nicht erloschen ist.
- Beschreibung: Eine Kurzbeschreibung des Motivs und/oder des Ausgabegrundes. Bei ausgegebenen Serien oder Blocks werden die zusammengehörigen Beschreibungen mit einer Markierung versehen eingerückt.
- Wert: Der Frankaturwert der einzelnen Marke in Pfennig. Ein „+“ bedeutet, dass es sich um eine Zuschlagsmarke handelt (= Frankaturwert + Spende).
- Ausgabedatum: Das Datum des erstmaligen Verkaufs dieser Briefmarke.
- Auflage: Soweit bekannt, wird hier die zum Verkauf angebotene Anzahl dieser Ausgabe angegeben.
- Entwurf: Soweit bekannt, wird hier angegeben, von wem der Entwurf dieser Marke stammt.
- Mi.-Nr.: Diese Briefmarke wird im Michel-Katalog unter der entsprechenden Nummer gelistet.

| Sondermarken | |                  |                                 |               |                              |              |
| Bild         | Beschreibung | Werte in Pfennig | Ausgabe- datum (1987)           | Auflage       | Entwurf                      | MiNr.        |
|              | 750 Jahre Berlin Stadtwappen und Sehenswürdigkeiten                                                                                | 80               | 15. Januar                      | 33.600.000    | Peter Steiner                | 1306         |
|              | 300. Geburtstag von Balthasar Neumann (1687–1753) Treppenhaus der Würzburger Residenz                                              | 80               | 15. Januar                      | 33.600.000    | Hermann Schwahn              | 1307         |
|              | 90. Geburtstag von Ludwig Erhard (1897–1977) deutscher Bundeskanzler von 1963 bis 1966                                             | 80               | 15. Januar                      | 29.500.000    | Gerd Aretz                   | 1308         |
|              | Volkszählung 1987 Bundesadler in Schwarz-Rot-Gold als Design eines Rechenbretts                                                    | 80               | 15. Januar                      | 30.400.000    | Bruno K. Wiese               | 1309         |
|              | Für den Sport verschiedene Anlässe - Segelregatta, anlässlich der Segel-Weltmeisterschaft 1987 in Kiel                             | 80+40            | 12. Februar                     | 4.859.000     | Hans Peter Hoch              | 1310         |
|              | - Skilanglauf, anlässlich der Nordischen Skiweltmeisterschaft 1987 in Oberstdorf                                                   | 120+55           | 12. Februar                     | 4.173.000     | Hans Peter Hoch              | 1311         |
|              | 250 Jahre Jagdschloss Clemenswerth                                                                                                 | 60               | 12. Februar                     | 31.650.000    | Sibylle und Fritz Haase      | 1312         |
|              | 200. Geburtstag von Joseph von Fraunhofer (1787–1826) Fraunhoferlinien im Sonnenspektrum und deren Intensitätsverteilungskurve     | 80               | 12. Februar                     | 31.500.000    | Ernst Kößlinger              | 1313         |
|              | 75. Todestag von Karl May (1842–1912) Winnetou eine der bekanntesten Romanfiguren von Karl May                                     | 80               | 12. Februar                     | 28.650.000    | Helga Regenstein             | 1314         |
|              | Für die Jugend, Handwerksberufe - Installateur                                                                                     | 50+25            | 9. April                        | 4.010.000     | Heinz Schillinger            | 1315         |
|              | - Zahntechniker | 60+30            | 9. April                        | 4.055.000     | Heinz Schillinger            | 1316         |
|              | - Fleischer | 70+35            | 9. April                        | 3.945.000     | Heinz Schillinger            | 1317         |
|              | - Buchbinder | 80+40            | 9. April                        | 4.100.000     | Heinz Schillinger            | 1318         |
|              | 125 Jahre Deutscher Sängerbund Notenblatt, Notenschlüssel und Zierelemente                                                         | 80               | 9. April                        | 33.510.000    | Peter Steiner                | 1319         |
|              | Besuch des Papstes Johannes Paul II. in Deutschland Sehenswürdigkeiten von Kevelaer, Gnadenbild der Madonna und Wappen des Papstes | 80               | 9. April                        | 31.700.000    | Antonia Graschberger         | 1320         |
|              | Europamarken, Moderne Architektur - Deutscher Pavillon Barcelona von 1929                                                          | 60               | 5. Mai                          | 74.840.000    | Bruno K. Wiese               | 1321         |
|              | - Köhlbrandbrücke von 1974, verbindet das Hafengebiet auf der Hamburger Elbinsel Wilhelmsburg mit der Bundesautobahn 7             | 80               | 5. Mai                          | 98.036.000    | Bruno K. Wiese               | 1322         |
|              | 350. Geburtstag von Dieterich Buxtehude (um 1637–1707) Orgel                                                                       | 80               | 5. Mai                          | 32.000.000    | Günter Jacki                 | 1323         |
|              | 300. Geburtstag von Johann Albrecht Bengel (1687–1752)                                                                             | 80               | 5. Mai                          | 32.000.000    | H. P. Schall                 | 1324         |
|              | 100. Geburtstag von Wilhelm Kaisen (1887–1979)                                                                                     | 80               | 5. Mai                          | 28.000.000    | Gerd Aretz                   | 1325         |
|              | 100. Geburtstag von Kurt Schwitters (1887–1948)                                                                                    | 80               | 5. Mai                          | 30.000.000    | Blume-Zander                 | 1326         |
|              | Weltkongreß des Internationalen Rotary-Club Globus und Emblem des Rotary-Club                                                      | 70               | 5. Mai                          | 23.500.000    | Herbert Stelzer              | 1327         |
|              | Natur- und Umweltschutz Dülmener Wildpferde im Merfelder Bruch                                                                     | 60               | 5. Mai                          | 31.650.000    | Fritz Lüdtke                 | 1328         |
|              | 1200 Jahre Bischofssitz Bremen Bremer Wappen, Bremer Dom, Karl der Große und Bischof Willehad                                      | 80               | 16. Juli                        | 32.000.000    | Fritz-Dieter Rothacker       | 1329         |
|              | Europa-Schützenfest Lippstadt Schießscheibe mit Gewehren und Rosen                                                                 | 80               | 20. August                      | 32.000.000    | Peter Steiner                | 1330         |
|              | Wohlfahrtsmarken: Gold- und Silberschmiedekunst - Römisches Armband, aus dem 4. Jahrhundert                                        | 50+25            | 15. Oktober                     | 15.402.000    | Fritz Lüdtke                 | 1333         |
|              | - Ostgotische Prunkschnalle, aus dem 6. Jahrhundert                                                                                | 60+30            | 15. Oktober                     | 10.016.000    | Fritz Lüdtke                 | 1334         |
|              | - Merowingische Scheibenfibel, aus dem 7. Jahrhundert                                                                              | 70+35            | 15. Oktober                     | 7.220.000     | Fritz Lüdtke                 | 1335         |
|              | - Bursenreliquiar | 80+40            | 15. Oktober                     | 19.278.000    | Fritz Lüdtke                 | 1336         |
|              | Tag der Briefmarke - Verladung von Bahnpost in Preußen um 1897                                                                     | 80               | 15. Oktober                     | 32.000.000    | Elisabeth von Janota-Bzowski | 1337         |
|              | 200. Todestag von Christoph Willibald Gluck (1714–1787)                                                                            | 60               | 6. November                     | 35.000.000    | Hermann Schwahn              | 1343         |
|              | 125. Geburtstag von Gerhart Hauptmann (1862–1946) Plakat zu Hauptmanns Drama Die Weber                                             | 80               | 6. November                     | 32.000.000    | Rolf Schwarz                 | 1344         |
|              | 25 Jahre Deutsche Welthungerhilfe Reisfeld                                                                                         | 80               | 6. November                     | 32.000.000    | Ulrich Amann                 | 1345         |
|              | Weihnachtsmarke - Geburt Christi, Miniatur aus einem englischen Psalter                                                            | 80+40            | 6. November                     | 11.032.000    | Fritz Lüdtke                 | 1346         |
| Dauermarken  | |                  |                                 |               |                              |              |
| Bild         | Beschreibung | Werte in Pfennig | Ausgabe- datum (1987)           | Auflage       | Entwurf                      | MiNr. Berlin |
|              | Dauermarkenserie: Frauen der deutschen Geschichte - Maria Sibylla Merian                                                           | 40               | 17. September                   | 105.537.000   | Gerd Aretz                   | 1331 788     |
|              | - Dorothea Christiane Erxleben | 60               | 17. September 10. November 1988 | 1.945.287.000 | Gerd Aretz                   | 1332 824     |
|              | - Elisabeth Selbert | 120              | 6. November 10. November 1988   | 33.177.000    | Gerd Aretz                   | 1338 824     |
|              | Dauermarkenserie: Sehenswürdigkeiten - Einer der Ecktürme des Schloss Celle                                                        | 30               | 6. November                     | 67.250.000    | Sibylle und Fritz Haase      | 1339 793     |
|              | - Turm des Freiburger Münsters | 50               | 6. November                     | 607.014.000   | Sibylle und Fritz Haase      | 1340 794     |
|              | - Bavaria, München | 60               | 6. November                     | 1.062.707.000 | Sibylle und Fritz Haase      | 1341 795     |
|              | - Hauptportal der Zeche Zollern II Dortmund                                                                                        | 80               | 6. November                     | 1.325.334.000 | Sibylle und Fritz Haase      | 1342 796     |